# Галамай Степан Петрович
Степан Петрович Галамай (13 листопада 1913, Івачів Зборівського повіту Галичини (нині Тернопільського району Тернопільської області) — 7 квітня 2004, Львів) — український юрист, громадський діяч, журналіст, мемуарист.

## Життєпис
Навчався в гімназіях Золочева й Тернополя, закінчив польську гімназію (1931). Закінчив правничий факультет Львівського університету (1934). Здобув докторат в Українському вільному університеті (1941).
Член «Пласту» у Золочеві. Освіта вища, доктор права. Член ОУН із 1930 року, районний провідник у с. Плугів на Золочівщині (до 1934), керівник Львівської окружної екзекутиви ОУН (1934—листопад 1937), працівник редакції газети «Нове село» (до 1936). 24 листопада 1937 року заарештований польською поліцією, засуджений до 3 років ув’язнення, вийшов на волю 15 вересня 1939 року. Комендант табору колишніх політв’язнів у Кракові ‎(1939-1940). Учасник IІ ВЗ ОУН в Кракові (31.03.—3.04.1941). Секретар Проводу ОУН (липень—вересень 1941), член Політичної комісії при проводі ОУН (вересень ‎1941—1942) — вишкільний
референт. Керівник філії Українбанку в Ярославі ‎(1942—1944). Після війни проживав на еміграції в Західній Німеччині, США та Канаді, магістр економіки і професор економіки в університеті Сетон Гол, директор університетської бібліотеки. Редактор журналу «Вісник», газети «Шлях перемоги» ‎(1970—1975), журналу «Визвольний шлях» ‎(1976—1978). Референт суспільно-політичної діяльності теренового проводу ЗЧ ОУН Німеччини ‎(1945—1948), тереновий провідник Німеччини ‎(1948—1950). Член Проводу ЗЧ ОУН і Проводу ОУН. Керівник суспільно-політичної референтури Проводу ОУН, голова Головної Ради ОУН. Автор спогадів.
Став членом Юнацтва ОУН (1930). Був заарештований поляками. Після війни — у Центральному представництві української еміграції в Німеччині, де належав до Головної управи, був керівником організаційного відділу. Учасник II ВЗ ОУН у Кракові (31.03.—3.04.1941). Секретар Проводу ОУН (липень—вересень 1941), член Політичної комісії при проводі ОУН (09.1941—1942) — вишкільний референт. Керівник філії Українбанку в Ярославі (1942—1944). Референт суспільно-політичної діяльності теренового проводу ОУН Німеччини (1945—1948), тереновий провідник Німеччини (1948—1950). Член Проводу ЗЧ ОУН і Проводу ОУН, керівник суспільно-політичної референтури Проводу ОУН, голова Головної Ради ОУН.
Один із представників Проводу Закордонної частини ОУН у переговорах щодо створення Української Народної Ради (1948).
З 1950 року мешкав у США, здобув ступінь магістра з бібліотекарства, магістр економіки і професор економіки в університеті Сетон Гол, директор університетської бібліотеки в Оранж. Очолював Головну управу Організації оборони чотирьох свобід України (США). Редактор журналу «Вісник», газети «Шлях перемоги» (1970-1975), журналу «Визвольний шлях» (1976-1978). Автор спогадів.
Від 1983 року — мешкав в Канаді.
2000 року повернувся в Україну, мешкав у Львові, де й помер 7 квітня 2004 року.

## Творчість
Редагував місячник місячника «Вістник», журнал «Визвольний Шлях» (Лондон, 1977—1979), газету «Шлях перемоги» в Мюнхені (1971-1979). Дописував до інших видань.

### Доробок
Автор брошур «Причини нашої програної» (1935) та «Підземні й наземні багатства України» (1936), книжки «Боротьба за визволення України. 1929—1989» (Торонто, 1991; перевидання: Л., 1993), спогадів «У боротьбі за Українську державу» (Л., 2003), досліджень з історії ОУН.